# Викулин, Владимир Васильевич
Влади́мир Васи́льевич Вику́лин (род. 6 декабря 1947, село Менчаково, Суздальский район, Владимирская область) — советский и российский менеджер, учёный в области материаловедения, политический деятель. Председатель Обнинского городского Собрания — глава городского самоуправления (высшее должностное лицо) города Обнинска в 2005—2010 и 2015—2020 годах. Депутат Законодательного собрания Калужской области (2010—2015). Генеральный директор ФГУП «ОНПП „Технология“» (2005—2011). Доктор технических наук (1991), профессор (2000). Обладатель чёрного пояса по карате.

## Биография
Родился в семье служащих. После окончания в 1971 году Ивановского химико-технологического института учился в аспирантуре и работал младшим научным сотрудником филиала НИФХИ имени Л. Я. Карпова в Обнинске.
…В Обнинск я попал очень легко. Я не хотел сюда приезжать, но от судьбы, как говорится, не yйдёшь, и некоторые события просто надо пускать на самотёк. Как оно должно произойти, так оно и произойдёт. После того, как я защитил диплом, мне предложили поступить в аспирантурy Карповского физико-химического института в Москве. Там, конечно, были сложности. Тогда вообще было непросто поступить в аспирантурy, тем более московскую. Особенно yчитывая то, что обучение в Ивановском химико-технологическом институте было ориентировано не на занятие наукой, а на производство на химических комбинатах. Нy, так вот получилось…
В 1975 году перешёл на работу в ОНПП «Технология», где последовательного занимал должности младшего научного сотрудника, старшего научного сотрудника, начальника сектора, начальника лаборатории, заместителя генерального директора (1990—2005), генерального директора (2005—2011).
Профессор кафедры материаловедения Обнинского института атомной энергетики (с 1996).
Автор более 200 научных трудов, авторских свидетельств и патентов, член редколлегий нескольких научно-технических журналов.
Увлекается христианской литературой, сочетая этот интерес с интересом к психологии и бизнесу.
…Я, обычный суздальский парень, когда-то приехал в этот город. Защитил кандидатскую, попал на «Технологию». Прошёл там все пути, от рядового сотрудника до начальника сектора, начальника лаборатории. Потом меня сразy назначили заместителем директора. Потом я докторскую защитил, стал профессором, меня избрали академиком всемирной академии керамики — очень авторитетной международной организации… Знаешь, есть несколько фраз в Библии, которые мне очень нравятся: «Бог гордым противится, а смиренным даёт благодать». «Смиритесь под сильную рукy Богy, вознесёт вас в своё время». «Любящим Бога, призванным по его изволению, всё содействует ко благy». Я придерживаюсь этих принципов.

## Образование
- Ивановский химико-технологический институт по специальности «Химическая технология органических красителей и промежуточных продуктов» (окончил в 1971).
- Аспирантура Обнинского филиала НИФХИ имени Л. Я. Карпова по специальности «Физическая химия»[1].
- Кандидат химических наук (1978).
- Доктор технических наук (1991).

## Научная деятельность
Один из ведущих российских ученых в области конструкционных керамических материалов. Занимался созданием новых материалов и технологических процессов их изготовления для авиакосмической, автомобильной, химической, машиностроительной промышленности. Проводил исследования по применению конструкционных керамических материалов в газотурбинных и поршневых двигателях (рабочие и сопловые лопатки, надроторные уплотнения, каталитический воспламенитель, элементы камеры сгорания). Разработал нетрадиционную технологию получения изделий из кварцевой керамики гидротермальной обработкой и установил химический механизм «холодного» спекания. Занимался исследованиями керамических материалов и термонапряженных элементов и узлов для перспективных газотурбинных двигателей (с целью замены металлических элементов и узлов керамическими), термоотсечных узлов для космического корабля «Буран», безобжиговой кварцевой керамики, наноматериалов, твердых электролитов из диоксида циркония, созданием антенных обтекателей из стеклокерамических материалов для ракетных комплексов различных классов, в том числе ЗРК С-300 и С-400 «Триумф». Внёс вклад в разработку и внедрение в производство крупногабаритных углепластиковых конструкций ракет-носителей «Протон-М», «Рокот», «Ангара», тепловых сотопанелей космических аппаратов «КазСат», «Ямал-200», «Рамос» и др., прецизионных терморазмеростабильных конструкций для Европейского ускорителя по проекту «Atlas» (CERN, Швейцария).

## Занятия спортом
В начале 1970-х гг. стал чемпионом Калужской области по штанге в полусреднем весе.
С 1973 года начал заниматься карате и кун-фу.
Обладатель чёрного пояса по карате. Занимал 10 место в чемпионате РСФСР по карате. В 1989 году выиграл чемпионат на приз Александра Невского в Ленинграде.
В настоящее время практикует гимнастику тайцзи и цигун.
После автокатастрофы благодаря занятиям восточными единоборствами и восточной гимнастикой быстро восстановил здоровье.

## Политическая деятельность
Член партии «Единая Россия», член регионального политического совета Калужского регионального отделения партии «Единая Россия», секретарь местного отделения политической партии «Единая Россия» города Обнинска.
Председатель Обнинского городского Собрания — глава городского самоуправления (высшее должностное лицо) города Обнинска в 2005—2010 гг. Сразу после избрания председателем Обнинского городского Собрания отказался от положенной ему как председателю заработной платы. В 2007 году так объяснил свой приход в политику в 2005 году:
…Тогда просто приехал губернатор [Калужской области] и сказал — надо директорам идти в депутаты, посколькy в городе есть масса нерешённых проблем. Мы не могли емy отказать. Я лично к Анатолию Дмитриевичy [Артамонову] отношусь с большим yважением, этот человек действительно сделал очень многое для региона. Мне импонирует его манера работы, конструктивное общение с руководителями области. Когда бывали вместе за рубежом, я видел, как он грамотно и достойно ведёт переговоры. 

Конечно, если бы не он, я в политикy бы не пошёл. Вместе с тем, я совершенно искренне хочy, чтобы город становился лучше, комфортнее для проживания и привлекательнее для инвесторов. Мне это не безразлично, поверьте. Когда же пошла речь не просто о депутатстве, а ещё и о моем избрании главой городского самоуправления, там конечно было очень мощное внутренне сопротивление. Но мне начали звонить Сотников, Зродников, Цыб и прочие коллеги. а когда позвонил губернатор и сказал: «Владимир Васильевич, вот тут ко мне обращаются те-то, я попрошy, чтобы вы согласились», я понял, что дальше отказываться yже неприлично. Очень важно, чтобы произошло согласие внутри. Можно иногда поступать по интуиции, главное, чтобы внутри человека были комфорт и равновесие. Только в этом случае принимается нормальное решение. а иногда возникает чувство барьера. Вообще, если yж быть честным, политикой заниматься мне не нравится. Вот есть, например, в Горсобрании регламент. И на каждом заседании как заезженная пластинка, надо повторять одно по одномy: «Кто за», «Кто против», «Кто воздержался». Мне это кажется немножко неестественным. <…> Плюс ещё и так называемые политические интриги, которые я, откровенно говоря, просто терпеть не могy.
С 2010 по 2015 год — депутат Законодательного собрания Калужской области.
В 2015—2020 годах вновь возглавлял Обнинское городское собрание.

## Семья
- Жена — на два года моложе. Поженились в 1972 году.[1]
- Сын — Александр Владимирович Викулин. Работал в ФГУП «ОНПП „Технология“».[1]
- Дочь — Елена[1].
- Второй сын был убит[1].
- Внучка (дочь Елены) — Елизавета (род. 2003)[1].
- Внук (сын Елены) — Владимир (род. 2007)[1].

## Награды и премии
- Медаль ордена «За заслуги перед Отечеством» II степени (2007)[3][7]
- Медаль «За особые заслуги перед Калужской областью» III степени[3]
- Медаль «60 лет Калужской области»[7]
- Премия Правительства Российской Федерации в области науки и техники[7][8]
- Две золотые медали ВДНХ[7][8]
- Серебряная медаль ВДНХ[7][8]
- Нагрудный знак «Изобретатель СССР»[8]
- Звание Почётный авиастроитель Российской Федерации[9]
- Нагрудный знак «Знак Королёва»[7]

## Почётные звания
- Академик Всемирной академии керамики (1999)[10]
- Академик Международной инженерной академии (1999)[10]

### Публикации Владимира Викулина

#### Учебные пособия
- Викулин В. В. Учебное пособие по курсовому и дипломному проектированию. — Харьков: ХАИ, 1989.
- Викулин В. В. Конструкционная и функциональная керамика: Учебное пособие для студентов. — Обнинск: ИАТЭ, 1997.

#### Статьи
- Викулин В. В. ФГУП «ОНПП „Технология“» // Аэрокосмический курьер. — 2011. — № 1.

### О Владимире Викулине
- «Ноябрьские тезисы» председателя ГС // Деловая провинция. — 8 декабря 2005 года.
- Чёрный пояс обнинского спикера // Obninsk.Name. — 30 января 2006 года.
- Кротов Андрей. Владимир Викулин: «Нельзя достигать цель любой ценой!» // Вы и мы. — 7 декабря 2007 года.
- Литовкин Виктор. Безопасность России в руках «Технологии» // Независимое военное обозрение. — 18 апреля 2008 года.
- «Технология» прорыва // Новая среда +. — 22 октября 2009 года.
- Технология лидера // НГ-регион. — № 49 (886). — 17 декабря 2010 года.